# 다치카와시
다치카와시(일본어: 立川市)는 일본 도쿄도 서부에 있는 시이다.
다마강변에 위치하며 도쿄역에서는 주오 쾌속선으로 40분 정도, 신주쿠역에서는 전철로 30분 정도면 도착할 수 있다.
다치카와역 및 다치카와키타역, 다치카와미나미역을 중심으로 상업 시설과 오피스가 집결해 있으며, 다마 지역의 중심 도시로 발전하고 있다.

## 지리
도쿄 도심에서 서쪽으로 약 40km 떨어져 있다. 동쪽으로 구니타치시, 고쿠분지시, 고다이라시와 접하고 북쪽으로는 히가시야마토시, 무사시무라야마시와 접하며 서쪽으로는 훗사시, 아키시마시, 남쪽으로는 히노시와 접한다.

## 교통

### 도로
- 국도 20호선

### 철도
- 다마 도시 모노레일
  - 다마 도시 모노레일선
    - 시바사키타이이쿠칸역 - 다치카와미나미역 - 다치카와키타역 - 다카마쓰역 - 다치히역 - 이즈미타이이쿠칸역 - 스나가와나나반역 - 다마가와조스이역
- 동일본 여객철도
  - 난부선
    - 다치카와역 - 니시쿠니타치역

  - 오메선
    - 다치카와역 - 니시타치카와역

  - 주오 쾌속선(주오 본선)
    - 다치카와역
- 세이부 철도
  - 하이지마선
    - 다마가와조스이역 - 무사시스나가와역 - 세이부 다치카와역

## 인구
| 연도 | 인구    | ±%      |
| ---- | ------- | ------- |
| 1920 | 9,987   | —       |
| 1930 | 19,275  | +93.0%  |
| 1940 | 41,070  | +113.1% |
| 1950 | 63,218  | +53.9%  |
| 1960 | 81,951  | +29.6%  |
| 1970 | 117,057 | +42.8%  |
| 1980 | 142,675 | +21.9%  |
| 1990 | 152,824 | +7.1%   |
| 2000 | 164,709 | +7.8%   |
| 2010 | 179,668 | +9.1%   |
| 2020 | 183,581 | +2.2%   |

## 자매 도시
- 미국 캘리포니아주 샌버너디노 - 1959년 12월 23일에 제휴
- 일본 나가노현 오마치시 - 1991년 3월 25일에 제휴

## 같이 보기
- 어떤 마술의 금서목록(시 전체가 이 애니메이션의 배경으로 사용되었다.)